# Catedral de la Santísima Trinidad (Bermudas)
La Catedral de la Santísima Trinidad (en inglés: Cathedral of the Most Holy Trinity) es una catedral anglicana situada en la calle Church en la ciudad de Hamilton, la capital del territorio británico de ultramar de Bermudas.
El edificio original fue diseñado en el estilo temprano Inglés por James Cranston de Oxford en 1844 y se terminó en 1869. Ese edificio fue destruido por un incendio en 1884. El arquitecto escocés William Hay, que habían sido consultados sobre la construcción del primer edificio en 1848 -1849 y otra vez en 1862, fue contratado para diseñar la estructura actual en 1885 en estilo neogótico.
Es una de las dos catedrales de las Bermudas, siendo la otra la de la Iglesia católica que está dedicada a Santa Teresa, también en Hamilton. El Compositor S. Drummond Wolff fue el organista en la catedral entre 1959-1962. Por un módico precio, los visitantes de la catedral pueden subir a la torre para obtener una vista panorámica de Hamilton y su puerto.